# Antoni Krysiak
Antoni Krysiak (ur. 17 września 1930, zm. 1 stycznia 1997) – polski działacz partyjny i państwowy, w latach 1975–1981 wicewojewoda częstochowski.

## Życiorys
Działał w Polskiej Zjednoczonej Partii Robotniczej, od czerwca 1975 do lutego 1981 pełnił funkcję wicewojewody częstochowskiego. Został odwołany w wyniku sporu lokalnych władz z działaczami NSZZ „Solidarność” w związku z zarzutami nieprawidłowego wydawania środków publicznych. Po wprowadzeniu stanu wojennego od 13 grudnia 1981 do 9/10 stycznia jako jeden z 39 wysokich funkcjonariuszy państwowych został poddany internowaniu. Przebywał w ośrodku odosobnienia w Juracie.
Został pochowany na cmentarzu św. Rocha w Częstochowie.